# Olga Artieszyna
Olga Dmitrijewna Artieszyna (ros. Ольга Дмитриевна Артешина; ur. 27 listopada 1982 w Kujbyszewie) – rosyjska koszykarka, występująca na pozycjach silnej skrzydłowej lub środkowej, reprezentantka kraju, multimedalistka międzynarodowych imprez koszykarskich.

## Osiągnięcia
Na podstawie, o ile nie zaznaczono inaczej.
Drużynowe
- Mistrzyni:
  - Euroligi (2005, 2013, 2016, 2018)
  - Rosji (2004–2006, 2010–2018)
- Wicemistrzyni:
  - Euroligi (2006, 2015)
  - EuroCup (2008)
  - Rosji (2002, 2003, 2007, 2008)
- Brąz mistrzostw Rosji (2009)
- 3. miejsce w Eurolidze (2010–2012, 2014, 2017)
- Zdobywczyni Pucharu Rosji (2004, 2006, 2008, 2010–2014, 2017)
- Finalistka Pucharu Rosji (2005)

### Reprezentacja
Seniorska
- Mistrzyni Europy (2003, 2007, 2011)[5][6][7]
- Wicemistrzyni:
  - świata (2002, 2006)[8][9]
  - Europy (2001, 2005, 2009)[10][11][12]
- Brązowa medalistka olimpijska (2004)[13][14][15][16]
- Uczestniczka:
  - igrzysk olimpijskich (2000 – 6. miejsce, 2004, 2012 – 4. miejsce)[17][18]
  - mistrzostw świata (2002, 2006, 2010)[19]
  - kwalifikacji do Eurobasketu (2001, 2003, 2015)
- Zaliczona do I składu mistrzostw Europy (2007)

Młodzieżowe
- Mistrzyni Europy:
  - U–20 (2000)[20]
  - U–16 (1997)[21]
- Wicemistrzyni:
  - świata U–19 (2001)[22]
  - Europy U–20 (2002)[23]
- Uczestniczka kwalifikacji do Eurobasketu U–20 (2000)